# Punta Abovedada
Punta Abovedada (in Chile Punta Pairo und Punta Emma) ist eine Landspitze, die das südöstliche Ende von Enterprise Island in der Wilhelmina Bay vor der Danco-Küste des Grahamlands auf der Antarktischen Halbinsel bildet.
Wissenschaftler einer argentinischen Antarktisexpedition (1973–1974) erkundeten die Landspitze und gaben ihr ihren deskriptiven Namen, der aus dem Spanischen übersetzt „gewölbte Landspitze“ bedeutet und damit auf ihre Form anspielt. Namensgeber der chilenischen Benennungen ist zum einen Pedro Pairo, Matrose an Bord der Yelcho bei der 1916 durchgeführten Rettung der auf Elephant Island gestrandeten Teilnehmer der Endurance-Expedition (1914–1917), zum anderen das Schiff Emma, mit dem der Expeditionsleiter Ernest Shackleton zuvor einen erfolglosen Rettungsversuch unternommen hatte.